# Жадовское муниципальное образование
Жадовское муниципальное образование — упразднённое сельское поселение в Дергачёвском районе Саратовской области Российской Федерации.
Административный центр — село Жадовка.

## История
Статус и границы сельского поселения установлены Законом Саратовской области от 27 декабря 2004 года № 87-ЗСО «О муниципальных образованиях, входящих в состав Дергачёвского муниципального района».
Законом Саратовской области от 22 апреля 2016 года № 48-ЗСО, были преобразованы, путём их объединения, Жадовское и Камышевское муниципальные образования — в Камышевское муниципальное образование, наделённое статусом сельского поселения, с административным центром в селе Камышево.

## Население
| 2010 | 2011 | 2012 | 2013 | 2014 | 2015 | 2016 |
| ---- | ---- | ---- | ---- | ---- | ---- | ---- |
| 393  | →393 | ↘367 | ↘346 | ↘330 | ↘303 | ↘279 |

## Состав сельского поселения
| № | Населённый пункт | Тип населённого пункта       | Население |
| - | ---------------- | ---------------------------- | --------- |
| 1 | Жадовка          | село, административный центр | ↘303      |